# 沒女神探
《沒女神探》（英語：Love Detective）是一部2015年的香港喜劇片，由黃柏基執導。

## 劇情
本片故事是由神探阿寶（王菀之飾），屬於「三高」（高智商，高學歷，高收入）的警隊之花，以為是和男友潘彼德為天生一對和幸福女人，詎料卻跟一個自己從來看不起少女模特兒一起，變成「沒女」（沒男友，沒自尊，沒目標）。
1年後，前男友潘彼德被人遇襲後，於是神探杜旗風（蔣志光飾）安排阿寶來以卧底身份混入「YOGURT」組合，同時找了3位「毒男」進行大改造，期間遇到不可思議的秘密。

## 主要演員
| 演員                 | 角色                     | 關係 |
| 王菀之               | 王菀寶／ Nel Nel         | 便衣警探 杜旗風之下屬 臥底探員／大越經理人公司旗下藝人 Aka、Jessica、Brian及十三姨之上司 「Yogurt」成員 成大志之妻 潘彼德之前女友                                              |
| 周柏豪               | 成大志                   | 大越經理人公司行政總裁 王菀寶之夫 細粒粒之前男友 娘娘腔，被誤會為同性戀者 |
| 蔣志光               | 杜旗風                   | 便衣警探 王菀寶、Aka、Jessica、Brian及十三姨之上司 名字諧音杜琪峯 |
| 莊思敏               | 即刻Lin                  | 大越經理人公司經理人 「Yogurt」之經理人 成大志父親之前女友 變性人 |
| 連詩雅               | 波波                     | 大越經理人公司旗下藝人 「Yogurt」成員 |
| 李靜儀@Super Girls   | 咪咪                     | 大越經理人公司旗下藝人 「Yogurt」成員 |
| 鄭欣宜（整容前）肥菜 | 肥菜／咗咗               | 大越經理人公司旗下藝人 「Yogurt」成員（Jojo） 肥菜不滿成大志無故解僱，進行整容、聲帶手術及減肥， 化身為咗咗並重新進入大越經理人公司，襲擊潘彼德並嫁禍成大志， 最後被王菀寶制服 |
| 陳嘉寶（整容後）咗咗 | 肥菜／咗咗               | 大越經理人公司旗下藝人 「Yogurt」成員（Jojo） 肥菜不滿成大志無故解僱，進行整容、聲帶手術及減肥， 化身為咗咗並重新進入大越經理人公司，襲擊潘彼德並嫁禍成大志， 最後被王菀寶制服 |
| 吳嘉熙@Super Girls   | 吱吱                     | 大越經理人公司旗下藝人 原為「Yogurt」成員，但「Yogurt」成立前被襲擊入院，故並沒有加入                                                                                          |
| 趙慧珊@Super Girls   | Aka                      | 便衣警探 杜旗風、王菀寶之下屬 |
| 蔡明芳@Super Girls   | Jessica                  | 便衣警探 杜旗風、王菀寶之下屬 |
| 陳安立               | Brian                    | 便衣警探 杜旗風、王菀寶之下屬 |
| 楊紫邑               | 十三姨                   | 便衣警探 杜旗風、王菀寶之下屬 |
| 湯駿業               | 潘彼德                   | 王菀寶之前男友 曾追求波波、咪咪、吱吱， 後來被咗咗襲擊致昏迷不醒 |
| 梁嘉銘               | 陳公子                   | Anita、Ava之男友 |
| 崔碧珈               | Anita                    | 陳公子之女友 |
| 黃子菲               | Ava                      | 陳公子之女友 |
| 林盛斌               | 包大人（女性的判官大人） | 警員，被杜旗風委派協助王菀寶 毒男，「Yogurt」之粉絲 後來成為《Yogurt美廚神》之評判，並全力協助王菀寶                                                                           |
| 鄭敬基               | 麻甩榮（面書識女王）     | 警員，被杜旗風委派協助王菀寶 毒男，「Yogurt」之粉絲 後來成為《Yogurt美廚神》之評判，並全力協助王菀寶                                                                           |
| 張建聲               | 起底生（美女資料庫）     | 警員，被杜旗風委派協助王菀寶 毒男，「Yogurt」之粉絲 後來成為《Yogurt美廚神》之評判，並全力協助王菀寶                                                                           |
| 黃頌寧               | 垃圾佬                   | 清潔工人 殺魚蛋強之兇手 |
|                      | 魚蛋強                   | 小販 中六合彩後被垃圾佬殺死 |
| 趙善恆               | 魚蛋強弟弟               | |
| 李健宏               | 蛇仔明                   | 王菀寶之線人 |
| 蕭慶峰               | 毒男                     | 「Yogurt」之粉絲 |
| 陳嘉佳               | 小小                     | 成大志之前女友 大軍之女友 |
| 陳志健               | 大軍                     | 細粒粒之男友 通緝犯 |
| 路芙                 | 攝影師                   | 拍攝《Yogurt美廚神》 |
| 葉灝基               | Gordon                   | 天堂鳥成員 為「Yogurt」排舞 |
| 許俊豪               | Lincoln                  | 天堂鳥成員 為「Yogurt」排舞 |
| 歐鎮源               | Tyrese                   | 天堂鳥成員 為「Yogurt」排舞 |

## 製作
該片在2014年12月進行拍攝，該片葉念琛導演計劃起用《老表，你好hea！》演員王祖藍、王菀之、蔣志光、張繼聰及陳嘉佳等，其後加入周柏豪，開拍新片《沒女神探》，但傳聞指王祖藍要求開價300萬港元，因而未能成事。其後導演起用Super Girls成員李靜儀、連詩雅、陳嘉寶等，最大特點是李靜儀是樣子甜美，連詩雅是美腿生輝，而陳嘉寶是純情，故此起用「Yogurt」組合名字，而鄭敬基、林盛斌和張建聲也參演「宅男三人組」角色。而主角王菀之和蔣志光，也說出更多趣事。與此同時，王菀之和周柏豪在拍攝接吻戲前非常緊張，結果要很多NG才沒問題。上映期間，該片配角陳嘉寶和李靜儀接受太陽報訪問，也分享趣味事情。

## 票房
在首天票房（2015年9月3日上映）時期，票房為81萬港元（10.4萬美元）。到了2015年9月12日止，香港和澳門票房已達至4,044,680港元（52.1萬美元）。根據香港貿易發展局轄下香港影視娛樂網資料，截至2015年9月30日底，票房達至5,050,956港元（65.2萬美元）。

## 外部連結
- 豆瓣电影上《沒女神探》的資料 （简体中文）
- 时光网上《沒女神探》的資料（简体中文）
- 香港影庫上《沒女神探》的資料（繁體中文）